# Iglesia Catedral de San Pablo
La Iglesia Catedral de San Pablo (en inglés Cathedral Church of St. Paul) es la iglesia catedral de la Diócesis Episcopal de Míchigan. En 1824, su congregación se formó como la primera iglesia episcopal y protestante en el territorio de Míchigan. Fue diseñada por el arquitecto Ralph Adams Cram y construido en 1907. Se encuentra en 4800 Woodward Avenue en Midtown Detroit, Míchigan, adyacente al campus de la Wayne State University. Fue incluido en el Registro Nacional de Lugares Históricos en 1982.

## Historia
La parroquia de San Pablo fue fundada en 1824, por el clérigo Richard Fish Cadle, como la primera congregación episcopal y protestante en el entonces Territorio de Míchigan. El sitio original de la iglesia de San Pablo estaba en Woodward Avenue, entre Congress y Larned. En 1851, se trasladó a la esquina de Congress con Shelby.
El funeral de Henry Ford, el empresario que catalizó el desarrollo de la industria del automóvil en Detroit, se llevó a cabo en la Iglesia Catedral de San Pablo el jueves 10 de abril de 1947. Los dolientes pasaron a un ritmo de 5,000 cada hora en el espectador público el día anterior en Greenfield Village en Dearborn. En el funeral, 20.000 personas se pararon frente a la Iglesia Catedral de San Pablo bajo la lluvia con 600 adentro, mientras que el funeral había atraído la atención nacional ya que aproximadamente siete millones de personas lloraron su muerte.

## Arquitectura
El edificio actual, diseñado por el renombrado arquitecto de iglesias Ralph Adams Cram, data de 1907. Permanece sin terminar, el campanario nunca se completó. La iglesia está construida con piedra caliza, utilizando técnicas de construcción medieval, sin superestructura de acero de soporte.
El edificio cuenta con altísimos arcos apuntados, amplias extensiones de vidrieras y elaborada tracería, ejemplar de la arquitectura gótica. Incluye una gran instalación arquitectónica de Cerámica Pewabic. En 1912 fue designada catedral de la diócesis.

## Importancia
La Catedral de San Pablo es un buen ejemplo del neogótico tardío, un estilo arquitectónico popular en los primeros años del siglo XX. Los arquitectos estadounidenses de mediados del siglo XIX importaron y reinterpretaron el estilo del neogótico inglés, basado en los detalles visualmente exuberantes de las catedrales medievales.
Este fue el período del Movimiento de Oxford en Inglaterra, que también influyó en el clero y las congregaciones episcopales de los Estados Unidos para encargar resurgimientos de estilos medievales. Los arquitectos estadounidenses copiaron los elementos "góticos" y los combinaron con planos de construcción simples para crear un estilo arquitectónico estadounidense conocido como "gótico victoriano". La Iglesia Presbiteriana de Fort Street, construida en 1876 en Detroit, es un ejemplo principal de la arquitectura gótica victoriana temprana.
En contraste, a principios del siglo XX, más arquitectos estadounidenses asistieron a nuevas escuelas en M.I.T. y Columbia, o viajó a Francia para formarse en la École des Beaux-Arts. Estos arquitectos, incluido Ralph A. Cram, creían que la arquitectura gótica debería desarrollarse a partir de la arquitectura de las iglesias medievales, en lugar de simplemente copiarla. La Catedral de San Pablo es uno de los primeros proyectos más importantes de Cram, uno que define su estilo de "Renacimiento gótico tardío".